# 通布林岩
57°4′S 26°39′W / 57.067°S 26.650°W
通布林岩（英語：Tomblin Rock），是南極洲的岩石，位於南桑威奇群島的坎德爾默斯島，處於德蒙角東南面1.3公里，在1930年由英國探險隊繪入地圖和命名，由英國海外領土管轄。